# Kothi
|  | Per a altres significats, vegeu «Kothi (Baghelkhand)». |

Kothi o Koti fou un estat tributari protegit del grup d'estats de les muntanyes de Simla, sota administració del Panjab. la població era d'uns 2500 habitants i la superfície aproximadament de 93 km². La població el 1901 era de 7.959 habitants. Mashobra, suburbi de Simla. queia dins territori de l'estat; el lloc proper de Sipi a la vall oriental de Mashobra, celebrava cada any un festival al que assitien milers de peregrins de Simla i altres llocs.
L'estat fou fundat al segle XVII per Chand Pal, fill segon del 24è raja de Kutlehar Jas Pal. Fou declarat feudatari de Keonthal per sanad del setembre de 1815. El sobirà (thakur) va aconseguir el títol de rana pels serveis als britànics durant el motí del 1857. Els ingressos s'estimaven vers 1880 en 600 lliures però vers 1900 s'estimaven en 2.500 lliures (25.000 rúpies) pagant a Keonthal un tribut de 50 lliures. La família reial venia de Patna a Bengala. Bishnu Chand, va rebre el títol de rana pels seus serveis al motí del 1857. El sobirà el 1901 era Rana Raghubir Chand.

## Llista de sobirans
- Nou thakurs segle XVII-1777
- Thakur Gopi Chand ?-1777
- Thakur Padam Chand 1777-1793 (fill)
- Thakur Partab Chand 1793-1838 (fill)
- Rana Hari Chand 1838-1873 (fill)
- Rana Bishen Chand 1873-1891 (fill)
- Rana Raghubir Chand 1891-1944 (fill)
- Rana Vashisht Chand 1944-1949 (fill) (+ 8 de juliol de 1970)